# Upuruí
Upurui (nizozemski Oepoeroei), jedno od plemena američkih Indijanaca porodice Cariban koje je obitavalo u Surinamu i Brazilu, porijeklom s gornjeg toka rijeke Jarí koja čini granicu država Pará i Amapá. Upurui su govorili jezikom ili dijalektom srodnim jezicima plemena Oyana, fizički različitiji od plemena s donjeg toka rijeke Jarí, Indijanaca Ápama. Upurui su vjerojatno jezično asimilirani od jačih Oyana a njihovo ime danas je za jezikoslovce jedan od alternativnih naziva jezika wayana.